# Tamopsis centralis
Tamopsis centralis – gatunek pająka z rodziny Hersiliidae.
Gatunek ten został opisany w 1987 roku przez Barabarę i Martina Baehrów na podstawie pojedynczego samca odłowionego w 1912 roku w Winton.
Holotypowy samiec ma ciało długości 3,1 mm. Prosoma okrągła, z jasną podłużną plamą za oczami i dwoma okrągłymi po bokach. Obszar oczny słabo wyniesiony, a nadustek w ½ tak wysoki jak on. Przednio-środkowa para oczu duża, podobnej wielkości jak tylno-boczna. Opistosoma z ciemnymi i jasnymi przepaskami oraz wydłużonym pasem lancetowatym, wyposażona w 5 par okrągłych grzbietowych dołków mięśniowych. Odnóża ubarwione żółto i tylno-boczne kądziołki przędne obrączkowane. Nogogłaszczki z apofizą medialną wykręconą i o stosunkowo głęboko wciętym wierzchołku, a apofizą boczną również wykręconą, o kwadratowym wierzchołku i blaszce z boku nasady.
Pająk endemiczny dla Australii, znany z Queensland.